# Дитвайлер
Дитвайлер (нем. Dittweiler) — община в Германии, в земле Рейнланд-Пфальц. 
Входит в состав района Кузель. Подчиняется управлению Шёненберг-Кюбельберг.  Население составляет 892 человека (на 31 декабря 2010 года). Занимает площадь 5,63 км².